# Orange Is the New Black (5.ª temporada)
A quinta temporada de Orange Is the New Black foi anunciada pela Netflix em 5 de fevereiro de 2016, juntamente com a sexta e a sétima temporada. Jenji Kohan continua como showrunner e produtora executiva. A quinta temporada estreou em 9 de junho de 2017.

## Elenco e personagens

### Principal
- Taylor Schilling como Piper Chapman
- Laura Prepon como Alex Vause
- Kate Mulgrew como Galina "Red" Reznikov
- Uzo Aduba como Suzanne "Olhos Loucos" Warren
- Danielle Brooks como Tasha "Taystee" Jefferson
- Natasha Lyonne como Nicky Nichols
- Taryn Manning como Tiffany "Pennsatucky" Doggett
- Selenis Leyva como Gloria Mendoza
- Adrienne C. Moore como Cindy "Black Cindy" Hayes
- Dascha Polanco como Dayanara "Daya" Diaz
- Yael Stone como Lorna Morello
- Lea DeLaria como Carrie "Big Boo" Black
- Elizabeth Rodriguez como Aleida Diaz
- Nick Sandow como Joe Caputo
- Jackie Cruz como Marisol "Flaca" Gonzales
- Jessica Pimentel como Maria Ruiz

## Produção
A Netflix confirmou a quinta temporada de Orange Is the New Black em 5 de fevereiro de 2016, juntamente com a sexta e a sétima temporada. Jenji Kohan continua como showrunner e produtora executiva, e alguns atores foram confirmados para o elenco. Dentre eles, estão os atores John Palladino, que interpretará Josh, e Gerrard Lobo, que interpretará Adarsh.
A quinta temporada estreou em 9 de junho de 2017.

## Episódios
| N.º na série | N.º na temp. | Título                                                      | Dirigido por       | Escrito por                                   | Personagem(ens) em Destaque | Lançamento         |
| --- | ------------ | ----------------------------------------------------------- | ------------------ | --------------------------------------------- | --------------------------- | ------------------ |
| 53 | 1            | "Riot FOMO" "(Medo de Ficar por Fora)"                      | Andrew McCarthy    | Jenji Kohan                                   | nenhum                      | 9 de junho de 2017 |
| Litchfield entra em erupção quando as detentas não ficam satisfeitas com o tratamento de Caputo em relação à morte de Poussey. Daya atira na perna do guarda Thomas Humphrey depois que ele começa a implorar por sua vida em espanhol – uma língua que ela não fala. Sua vida finalmente é salva por Sophia, que conhece treinamentos paramédicos graças a época em que trabalhava como bombeiro. Piper e Alex tentam fazer Linda de refém, mas ficam com dó dela e a ajudam a se disfarçar de detenta. Taystee, Black Cindy, Janae e Alison obrigam Caputo para ler uma declaração sobre a morte de Poussey, o qual Taystee grava em um iPad. Josh, um representante de relações públicas do GC que estava fazendo uma visita para Caputo, a ajuda a postar o vídeo no Twitter, pois acha que a história de um guarda renegado reflete melhor na empresa do que detentas fora de controle. |              |                                                             |                    |                                               |                             |                    |
| 54 | 2            | "Fuck, Marry, Frieda" "(Transar, Casar, Matar)"             | Constantine Makris | Jordan Harrison                               | Frieda                      | 9 de junho de 2017 |
| A prisão continua sob controle das detentas, que estão mantendo vários guardas como reféns. As latinas obrigam os guardas a ficarem apenas com suas roupas íntimas na frente da capela, que está lotada. O vídeo de Caputo, que tinha o propósito de provocar indignação, é ridicularizado e feito de meme com a hashtag #MédiasNegrasImportam, pois Cindy é mostrada bebendo leite. Humphrey, que sofreu uma grande perda de sangue, tem um AVC na enfermaria da prisão e é atendido por apenas um enfermeiro. Daya, perto de uma crise emocional por estar preocupada com seu futuro, afirma que perdeu a arma; enquanto a guarda Artesian McCullough começa a suspeitar que a arma desapareceu. Taystee publica na internet uma foto de todos os guardas, assim como Caputo, apenas com suas roupas íntimas. É revelado que Frieda tem um esconderijo secreto construído em uma piscina não-utilizada que nunca teve suas obras concluídas, que também contém comida que ela acumulou. Flashback: A vida de Frieda quando criança durante a Crise dos Mísseis de Cuba revela que seu pai era paranóico em relação à União Soviética e à uma guerra nuclear, e tinha um esconderijo subterrâneo na floresta, que também continha comida e armas. |              |                                                             |                    |                                               |                             |                    |
| 55 | 3            | "Pissters!" "(Companheiras de Pipi)"                        | Phil Abraham       | Rebecca Angelo & Lauren Schuker Blum          | Linda                       | 9 de junho de 2017 |
| Preocupados com a reação do público — e com a celebridade Judy King —, o GC decide se submeter às detentas e atender às suas demandas. Linda tenta se enturmar com as detentas, mas fica chocada com as condições precárias da prisão. Piper e Alex, olhando o celular de Linda, ficam chocadas ao encontrar fotos dela beijando Caputo. As detentas trabalham juntas para fazer uma lista de demandas, que inclui a restauração do programa GED, melhor assistência médica, anistia para as detentas envolvidas na rebelião, a prisão do guarda Bayley por ter matado Poussey, e Hot Cheetos. Enquanto isso, Bayley vai até uma delegacia e tenta confessar o assassinato, mas a polícia o ignora, achando que ele é um veterinário bêbado que voltou do Iraque com transtorno de estresse pós-traumático, e o prendem por embriaguez. Judy King, assustada por ter sido vítima de Angie e Leanne, que estão sob efeito de drogas e abaixando as calças de pessoas aleatórias, tenta fugir, mas é atacada pelas supremacistas brancas. Os guardas, trancados em uma sala, pensam em recuperar o controle da prisão depois que Artesian diz que as detentas não estão mais com a arma. Quando se preparam para atacar as detentas, Caputo vê Linda entre elas. Flashback: Os dias de faculdade de Linda em uma república estudantil na época de 1990 mostram que, enquanto estava em uma festa, ela deixou sua amiga bêbada na neve e ela acabou morrendo congelada. |              |                                                             |                    |                                               |                             |                    |
| 56 | 4            | "Litchfield's Got Talent" "(Litchfield's Got Talent)"       | Nick Sandow        | Josh Koenigsberg, Jenji Kohan & Tara Herrmann | Alison                      | 9 de junho de 2017 |
| Os guardas, que se preparam para atacar ao receberem comida, desistem da missão à ordem de Caputo. Angie e Leanne, que estão sob efeito de drogas, tentam abaixar as calças de Gloria, e a arma cai no meio da multidão; então, elas a pegam. Chapadas, elas querem que os guardas realizem um show de talentos para sua diversão. Os "talentos" incluem o guarda Dixon, que canta uma música; o guarda Blake, que faz um show de mágica Mórmon; Josh, que realiza um monólogo italiano; e o guarda Stratman, que faz um show de striptease. Leanne declara que Josh é o vencedor, pois ele é o mais bonito. Suzanne, que acredita que o espírito de Poussey ainda está aonde ela morreu, cria um santuário no local de sua morte e organiza uma sessão de espiritismo. Blanca e Red, que estão sob efeito de anfetaminas que Blanca disse ser vitaminas, atacam os arquivos administrativos e procuram histórias sujas da vida dos guardas que possam prejudicá-los. Elas descobrem que Piscatella foi transferido para Litchfield, vindo de uma prisão masculina após a morte de um detento, que foi encontrado no banheiro com queimaduras em 80% de seu corpo. Judy King é amarrada em uma tábua, em estilo de crucificação, pelas supremacistas brancas, que pensam que ela tem um esconderijo de comida. Ela mente para elas e diz que está esperando uma entrega de suprimentos no telhado da prisão, vindos de um helicóptero. Elas vão até o telhado e, ao perceberem que ela mentiu, tentam jogá-la do alto do local, mas ela desmaia. Então, um helicóptero chega, mas é um helicóptero de notícias que transporta fotógrafos, os quais tiram fotos e filmam Judy amarrada e inconsciente. Flashback: Alison convence seu marido a aceitar um estilo de vida polígamo, pois se sente sobrecarregada com as restrições de tempo do trabalho doméstico e com a criação de sua filha, Farah. Então, outra mulher, Sahar, se muda para sua casa, mas Alison fica com ciúmes. |              |                                                             |                    |                                               |                             |                    |
| 57 | 5            | "Sing It, White Effie" "(Canta, Effie)"                     | Phil Abraham       | Molly Smith Metzler                           | Watson                      | 9 de junho de 2017 |
| O vídeo de Judy King é amplamente mal-entendido como um ataque terrorista contra cristãos, pois as supremacistas brancas estavam com a cabeça coberta, fazendo-as serem confundidas com muçulmanas. O governador fica furioso com a posição passiva do GC e envia sua própria equipe para Litchfield. Do lado de fora, Aleida se esforça para encontrar emprego. Gloria liga para ela, mas não consegue dizer sobre Daya. Janae, Alison, Black Cindy e Taystee soltam Judy, para tentar parar a desinformação sobre a situação. Elas a limpam e pedem para Josh lhe dizer o que falar. Então, as quatro saem para enfrentar a imprensa. Judy começa a dar sua declaração, mas Taystee a interrompe com um discurso emocional, dizendo que Judy foi mantida separada delas por causa de sua riqueza e status. Ela diz que a luta das detentas não é contra Judy, mas sim, com o sistema que pune pessoas pobres e negras. Enquanto isso, Angie e Leanne encontram Charlie Coates na lavanderia, pois ele estava com Pennsatucky. Elas planejam levá-lo como refém, mas Pennsatucky pega a arma da cintura de Angie. Ela entrega a arma para Charlie e atira acidentalmente, acertando o dedo de Leanne. Charlie usa a arma para fugir da prisão e sair, onde o CERT o cumprimenta com armas apontadas; então, ele desmaia. Flashback: Watson, na época que era adolescente, visita uma escola preparatória de elite e fica hipnotizada com a riqueza e o tamanho da educação. Ela assiste um ensaio da produção da escola (com todos brancos) de Dreamgirls, e fica chocada ao ver uma garota branca com uma peruca afro-americana cantando "And I Am Telling You I'm Not Going". Ao voltar para sua escola, ela se sente desencorajada por suas condições precárias e desenvolve uma atitude negativa. |              |                                                             |                    |                                               |                             |                    |
| 58 | 6            | "Flaming Hot Cheetos, Literally" "(Cheetos em Chamas)"      | Andrew McCarthy    | Lauren Morelli                                | Taystee                     | 9 de junho de 2017 |
| As detentas organizam um julgamento simulado para Pennsatucky, com Big Boo atuando como sua representante. Usando os episódios de Saved by Bell, Big Boo deixa dúvidas em relação à credibilidade de Angie, e Pennsatucky recebe serviço comunitário como sentença. Aleida aparece no noticiário local para falar sobre Litchfield, mas a entrevista acaba sendo um desastre. Lorna transa com Nicky e percebe que está grávida. As detentas recebem caixas com Hot Cheetos e absorventes do governador, que quer que elas soltem os reféns. Elas se recusam a soltá-los até o resto de suas demandas serem atendidas. Então, elas fazem uma fogueira com os Cheetos na frente da imprensa. Flashback: Taystee comemora seu aniversário de 18 anos em um abrigo. Ela conhece sua mãe biológica, que tinha 15 anos quando engravidou pela primeira vez. Agora, sua mãe tem um marido e uma jovem filha, e não quer contar para eles sobre Taystee. Então, Taystee, que achava que iria morar com sua mãe, foge do abrigo. |              |                                                             |                    |                                               |                             |                    |
| 59 | 7            | "Full Bush, Half Snickers" "(Trança Total, Meio Chocolate)" | Uta Briesewitz     | Anthony Natoli                                | nenhum                      | 9 de junho de 2017 |
| O marido de Lorna a abandona depois que ela diz que está grávida. Os guardas presos são obrigados a limpar beliches. As amigas de Poussey tentam pensar na melhor maneira de honrar sua memória; Brook quer que seja algo que a própria Poussey gostaria, então, elas revigorizam a biblioteca colocando livros em toda a prisão. Red, com a ajuda de Blanca, tenta atrair Piscatella até a prisão. Linda transa com Big Boo. Red tenta adivinhar a senha do celular de Humphrey, e corta a ponta de seu dedo para acessá-lo usando sua impressão digital. Outro tumulto se inicia, mas, desta vez, é porque as detentas estão sem café. |              |                                                             |                    |                                               |                             |                    |
| 60 | 8            | "Tied to the Tracks" "(Amarradas aos Trilhos)"              | Michael Trim       | Carolina Paiz                                 | Daya                        | 9 de junho de 2017 |
| Red e Blanca enviam mensagens do celular de Humphrey para Piscatella dizendo que as detentas não estão mais armadas e o encorajando a entrar na prisão por uma janela durante a noite. Ele informa estas informações para o CERT, mas eles o ignoram. Aleida dá uma entrevista ao vivo na televisão com Meredith Vieira e Judy King, que dá a notícia sobre Humphrey ter sido baleado. Ela não se lembra do nome da atiradora, mas descreve Daya, deixando Aleida em estado de choque. A notícia chega até Piscatella, que é ridicularizado pelos membros do CERT. Figueroa retorna à prisão, desta vez, como negociadora do GC. Ela afirma que o GC não pode dar ao luxo de atender às demandas das detentas, mas Taystee — que fez uma pesquisa na internet e nos arquivos de Caputo — a interrompe. No entanto, quando Figueroa recebe um telefonema sobre Humphrey, ela diz que a anistia para todas as detentas está fora do alcance. Depois de uma conversa com Piper e outras detentas, Taystee concorda em entregar Daya, que, antes, liga para a mãe de Mendez e pede para ela adotar sua filha, que está em uma casa de acolhimento, pedindo também para ela dar um pouco de espaço para a criança devido ao controle que recebia de Aleida quando era mais nova. Gloria descobre que seu filho está na UTI depois de ter sido gravemente espancado. Piscatella, depois de enviar mensagens para "Humphrey" dizendo que irá desistir de invadir a prisão, entra no local durante a noite. Flashback: Daya, com 14 anos, dá em cima de um garoto por causa da insistência de sua mãe, apesar dos sentimentos de sua melhor amiga por ele. Daya acaba sendo rejeitada pelo garoto e perdendo a amizade de sua amiga. |              |                                                             |                    |                                               |                             |                    |
| 61 | 9            | "The Tightening" "(Negociações)"                            | Erin Feeley        | Jordan Harrison                               | Red                         | 9 de junho de 2017 |
| Red, sob efeito de uma droga que usou, é protegida por Nicky, que acha que suas advertências sobre Piscatella estar na prisão são alucinações. Piscatella, com equipamentos usados em rebeliões, ataca Blanca em uma sala de serviço, onde ela colocou uma armadilha para se caso ele aparecesse. As detentas começam a desaparecer uma por uma, incluindo Nicky e Boo, mas ninguém acredita em Red. Gloria implora para Caputo — que está preso em um banheiro químico — deixá-la sair temporariamente para ver seu filho, mas Caputo diz que não pode ajudá-la se ela não soltar os reféns. Depois que Boo desaparece, Linda procura desesperadamente por Caputo, que foi libertado para apoiar a reivindicação das detentas de trabalho escravo para Figueroa. Zirconia, que transformou os sapatos de Linda em armas depois que Piper e Alex a encontraram pela primeira vez, a reconhece como uma refém, mas Linda foge com um dos sapatos. Lorna, magoada com os comentários de Nicky de que sua gravidez está apenas em sua cabeça, convence Suzanne a parar de tomar seus remédios psicológicos. Red encontra o mapa de Frieda que leva ao "esconderijo" em seu livro de culinária e, sem querer, encontra as detentas de Piscatella no caminho. No entanto, ao tentar soltá-las, Piscatella chega. Flashback: No final da década de 1970, Red é uma jovem mulher da União Soviética que trabalha em uma fábrica de fabricação. Sua amiga rebelde, Nadezhda, a apresenta para o mundo das discotecas subterrâneas e do mercado negro, Levi's, mas Nadezhda logo desaparece. O ex-namorado de Red, Dmitri — com quem ela terminou por ser muito bobo —, propõe que os dois finjam ser judeus para fugir para os Estados Unidos, pois os judeus foram autorizados a imigrar para outros países que não seja Israel. |              |                                                             |                    |                                               |                             |                    |
| 62 | 10           | "The Reverse Midas Touch" "(O Contrário do Toque de Midas)" | Laura Prepon       | Rebecca Angelo & Lauren Schuker Blum          | Piscatella                  | 9 de junho de 2017 |
| Piscatella está com Red, Piper, Alex e outras detentas amarradas em uma sala, onde ele usa uma faca para cortar o cabelo de Red. Piper consegue tirar a fita adesiva da boca e grita por ajuda; ela é ouvida por Gina, que está escondida jogando cartas no "esconderijo" do porão de Frieda com Yoga Jones, Anita e outras detentas. A entrada da sala em que elas estão é onde está Piscatella. Gloria tenta soltar os guardas da prisão, mas é impedida. Maureen, que ainda não se recuperou do espancamento, é encontrada por Suzanne delirando no banheiro, que a leva para a enfermaria. Suzanne, que agora está em estado psicótico, encontra Humphrey morto. Gina atrai Piscatella até o porão, onde Frieda o derruba com um dardo caseiro envenenado. Flashback: Em seu antigo emprego como guarda de uma prisão masculina, Piscatella, que até então era uma pessoa inocente, e o detento Driscoll, estão tendo um caso. Driscoll é solidário e amoroso com Piscatella, cuja mãe queria "consertá-lo" por causa de sua sexualidade. Outro detento, Resado, os espia juntos na cozinha; então, mais tarde, ele e outros detentos espancam e estupram Driscoll em um banheiro. Piscatella algema Resado em um chuveiro e o deixa morrer debaixo da água quente fervendo. |              |                                                             |                    |                                               |                             |                    |
| 63 | 11           | "Breaking the Fiberboard Ceiling" "(Em Busca do Paraíso)"   | Wendey Stanzler    | Lauren Morelli                                | nenhum                      | 9 de junho de 2017 |
| As detentas arrastam Piscatella, que está desmaiado, até o esconderijo de Frieda, onde discutem sobre o que deve ser feito. Quando Red diz que quer vingança, elas acabam a amarrando também, o que a deixa desesperada pelo fato de que Piscatella nunca verá justiça. Gina revela que gravou um vídeo de Piscatella brutalmente quebrando o braço de Alex; então, elas o publicam na internet. Gloria, desesperada para visitar seu filho no hospital, tenta levar cada um dos guardas reféns, um por um, para fora da prisão, enquanto as outras detentas, incluindo Ouija, se drogam. Dizendo que vai lhes dar uma lição, ela os arrastam e os prendem nos banheiros químicos. Taystee, após passar 12 horas tentando fazer com que Figueroa reconheça os benefícios de melhorar as condições de prisão, descobre que tem habilidade para advocacia. Boo continua seu romance com Linda, mas fica de coração partido quando vê uma foto dela com Caputo em seu celular, e descobre que toda sua história é mentira. Suzanne entra em um surto psicótico, mas Lorna, que está na farmácia, se recusa a dizer qual remédio Suzanne toma; ela é dominada por Cindy, que pega uma garrafa de lítio, a qual acredita ajudar a acalmar as pessoas. Lorna encontra um teste de gravidez e o usa, confirmando suas suspeitas de que está grávida. Quando seu filho é levado para fazer uma cirurgia no cérebro, Gloria confessa seu plano para Maria, que dá todo seu apoio; Maria diz que sempre pensa em sua filha e entende que qualquer pai faria qualquer coisa por seus filhos. Gloria leva Luschek, o último guarda, para fora da prisão, mas descobre que seu plano de entregar os guardas para Caputo foi destruído quando vê um buraco na cerca e percebe que os guardas escaparam. Gloria tem um surto e tenta fugir pelo buraco, chorando e falando sobre seu filho, o que faz as outras detentas perceberem o que ela planejava. |              |                                                             |                    |                                               |                             |                    |
| 64 | 12           | "Tattoo You" "(A Tatuagem de Cada Um)"                      | Mark A. Burley     | Tara Herrmann & Carolina Paiz                 | Piper & Alex                | 9 de junho de 2017 |
| Os guardas — exceto Luschek — são levados até o gerenciamento do GC, mas são liderados por Maria, que quer sair para ver sua filha. Maria explica o "acordo" de encurtar sua sentença caso ela soltasse os guardas, mas uma funcionária do estado lhe diz que isso não será possível. O GC descobre que não foi Taystee quem soltou os guardas como parte da negociação, e decide enviar o CERT para acabar com a rebelião. Lorna mostra meia dúzia de testes de gravidez positivos para Nicky, que fica chocada e liga para o marido de Lorna, convencendo-o a assumir a responsabilidade. Linda cria desculpas para Big Boo, dizendo que agora entende que as detentas não estão vivendo em um ambiente decente, mas Big Boo fica impaciente e exige que Linda lhe pague 5.000 dólares via PayPal para guardar o segredo de seu caso com Caputo. Bayley, que está perturbado, viaja para encontrar o pai de Poussey e confessa que sua morte foi culpa dele. Com raiva, o pai dela diz que não vai dar para Bayley a paz que ele procura perdoando-o, e nem puni-lo batendo nele, e que sua punição será ter que viver o resto de sua vida sabendo o que fez — o que é um destino melhor, diz ele, do que o destino que Poussey conseguiu. Pennsatucky foge da prisão pelo buraco na cerca e invade a cabana de Charlie. No esconderijo de Frieda, Piper pede Alex em casamento, que aceita. Taystee descobre que os guardas fugiram e tenta ir até a porta da prisão para conversar com os membros do CERT, mas é tarde demais, pois eles imediatamente invadem Litchfield. Flashback: Piper e seu então namorado, Larry Bloom, fazem tatuagens. Mais tarde, bêbada, ela liga para Alex, dizendo que ela ainda está em sua cabeça e que sente sua falta. |              |                                                             |                    |                                               |                             |                    |
| 65 | 13           | "Storm-y Weather" "(Tempo de Tempestade)"                   | Jesse Peretz       | Lauren Morelli                                | nenhum                      | 9 de junho de 2017 |
| Dezenas de membros do CERT com equipamentos para uso em rebeliões explodem as portas da prisão, com bombas de fumaça, armas de choque e cassetetes nas mãos, causando confusão, enquanto algemam todas as detentas. Os membros do CERT encontram Humphrey morto, e escalam suas táticas de "fazer o que for necessário". Black Cindy e Taystee entram em pânico por causa de Suzanne, que está inconsciente por ter ingerido lítio. Mais tarde, elas recebem a ajuda de Nicky, que as leva até o esconderijo de Frieda, onde injetam a única coisa que conseguem encontrar, epinefrina, o que finalmente faz Suzanne acordar. Angie e Leanne colocam fogo em todos os registros da prisão para apagar seus históricos de infrações. Decidindo não se renderem sem lutar, Ouija, Pidge e as supremacistas brancas montam uma barricada dentro de um dormitório e conseguem ferir alguns dos membros do CERT com armadilhas, mas são capturadas. As detentas são levadas para fora da prisão algemadas, na frente de uma multidão de famílias e da imprensa. Maritza e Flaca ficam felizes ao verem fãs fanáticos de seus tutoriais de beleza da internet torcendo por elas. Linda tenta dizer para um policial que é do GC, mas é ignorada depois que Big Boo e outras detentas zombam dela, alegando a mesma coisa. A contagem das detentas mostra que há 10 delas faltando; então, Caputo conta sobre a antiga piscina que Figueroa nunca terminou de construir. O chefe do CERT deduz que o fato das detentas restantes estarem se escondendo "estrategicamente" significa que estão planejando um ataque contra os policiais, e diz que o governador aprovou que houvesse mortes, se fosse necessário. Pennsatucky e Charlie assistem televisão juntos dentro da cabana dele. Nicky leva Taystee, Black Cindy e Suzanne para o fundo do esconderijo de Frienda, onde Taystee fica chocada ao ver Piscatella amarrado. Ela pega a arma de Frieda e aponta para ele, dizendo que ele é o culpado da morte de Poussey. Em vez de matá-lo, ela cai no choro. Red, surpreendentemente, solta Piscatella e diz para ele ir embora sem tocar em ninguém. Piscatella vai lentamente até um dos corredores da prisão, mas é baleado e morto por um membro inexperiente do CERT, que não o reconheceu por causa da fumaça das bombas. Quando começa a escurecer, as detentas do lado de fora da prisão são colocadas em vários ônibus e recebem a informação de que serão levadas para novas prisões; Flaca e Maritza são separadas. No esconderijo, as detentas restantes — Alex, Piper, Taystee, Nicky, Red, Black Cindy, Frieda, Suzanne, Blanca e Gloria — dão as mãos, enquanto o CERT explode as portas do local. |              |                                                             |                    |                                               |                             |                    |